# Közepes macskamaki
A közepes macskamaki (Cheirogaleus medius)  az emlősök (Mammalia) osztályába, a főemlősök (Primates) rendjébe és a törpemakifélék (Cheirogaleidae) családjába tartozó faj. A többi makihoz hasonlóan az erdőirtások miatt csökken egyedszáma.

## Előfordulása
Madagaszkár nyugati és déli része honos. Természetes élőhelyei az elsődleges és másodlagos száraz erdők.

## Megjelenése
Testhossza 17–26 cm farokhossza 19–30 centiméter között található. Bundájának színe a hátán sárgásbarnától  a szürkésvörösig terjed, hasoldalán sárgásfehér a szőrzet. Szem körül fekete szemgyűrű található. Fülkagylói csupaszak.

## Életmódja
Tápláléka az év első felében növények és gyümölcsök később rovarokat és kisebb állatokat fogyaszt.Táplálékát magányosan keresi éjszaka, nappal levelekből gallyakból épített odújában pihen. Élelmét mellső mancsával ragadja meg és táplálkozás közben a szájához emeli. Az esős évszakban farkában zsírt halmoz fel amit 6-8 hónapig tartó száraz évszakban használ fel amikor többedmagával egy faodúban nyugalmi állapotban pihen hetekig.

## Szaporodása
Vemhességi ideje 61-64 nap, utódszáma 1-4 egyedig változik.